# Delhis vackraste händer
Delhis vackraste händer är en svensk dramakomediserie som hade premiär på SVT1 den 1 januari 2017. Serien som består av tre avsnitt är skapad av Hannes Holm, som även svarat för regin och medverkat i manusskrivandet. Serien är baserad på Mikael Bergstrands roman med samma namn rån 2011.

## Handling
Serien kretsar kring 52-årige Göran Borg vars liv känns hopplöst. Relationen till dottern är urusel, och exfrun kan han inte släppa. När han får sparken från sitt jobb följer han med en vän på en resa till Indien. Det blir en resa i kulturkrockens och kärlekens tecken.

## Rollista (i urval)
- Björn Kjellman - Göran Borg
- Natasha Jayetileke - Preeti Malhotra

- Joy Sengupta - Yogi
- Vala Noren - Linda
- Kristian Hedegaard-Petersen - Jean Betrand
- Fredrik Gunnarsson - Erik
- Christopher Wollter - Max
- Karin Bergquist - Mia